# Julio Juliano
Julio Juliano (en latín, Iulius Iulianus, floruit 315-328) fue un político romano, abuelo y tocayo del futuro emperador Juliano (360-363).

## Familia
Descendía de la gens Julia. Era el padre de Basilina, esposa del medio hermano de Constantino, Julio Constancio y madre del emperador Juliano, y de la madre de Procopio; probablemente estaba relacionado con Eusebio de Nicomedia. Juliano fue el maestro del esclavo filósofo godo Mardonio, quien fue el maestro tanto de Basilina como de Juliano.
Probablemente, falleció antes del años 337. 

## Carrera
Sirvió a Licinio como prefecto pretoriano desde al menos la primavera del 315 hasta septiembre del 324, hasta que Constantino I derrotó definitivamente a Licinio. Sin embargo, la caída de Licinio no marcó el final de la carrera de Juliano, ya que Constantino había elogiado la administración del Estado de Juliano y lo eligió, en 325, como suficiente para reemplazar a un cónsul caído en desgracia, Valerio Próculo. También sirvió como Praefectus Aegypti en 328.